# نیمتشیتسه ناد هانوو
نیمتشیتسه ناد هانوو (به چکی: Němčice nad Hanou) یک منطقهٔ مسکونی و شهرستان دارای شهرک سابقاً روستا در جمهوری چک است که در ناحیه پروستییوو واقع شده‌است. نیمتشیتسه ناد هانوو ۲٬۰۲۶ نفر جمعیت دارد.